# Sables mouvants (film, 1950)
Ne pas confondre avec le film Les Sables mouvants de 1996.
Pour plus de détails, voir Fiche technique et Distribution.
Sables mouvants (Quicksand) est un film américain réalisé par Irving Pichel, sorti en 1950.

## Synopsis
Dan Brady est mécanicien. Dans un restaurant, il fait connaissance avec la caissière, Vera. Il lui faut un peu d’argent pour sortir avec elle le soir même. Comme un débiteur ne peut pas le rembourser avant le lendemain, il décide d’emprunter vingt dollars dans la caisse du garage, car le comptable ne doit passer que trois jours plus tard. Sortant avec Vera, il fait connaissance avec une de ses fréquentations, un tenancier de machines à sous, Nick.
Or le comptable passe dès le lendemain. Dan se précipite dans une bijouterie où il achète une montre à crédit pour la placer immédiatement chez un prêteur sur gages qui lui en donne trente dollars. Par un tour de passe-passe, il replace vingt dollars dans la caisse du garage alors même que le comptable est en train de l’inspecter.
Survient un inspecteur alerté par le bijoutier, qui l’informe qu’il n’avait pas le droit de gager une montre qu’il n’avait pas entièrement achetée ; il dispose de vingt-quatre heures pour rembourser le prix total de la montre, soit cent dollars. Ne sachant pas quoi faire, Dan voit dans un bar un poivrot qui a justement des billets de cinquante dans son portefeuille. Il le suit à travers une fête foraine, l’agresse en cachant son visage sous un mouchoir et le détrousse. Entendant la police approcher, il rencontre par hasard son ancienne petite amie, Helen, qui l’aime toujours, et en profite pour passer inaperçu. 

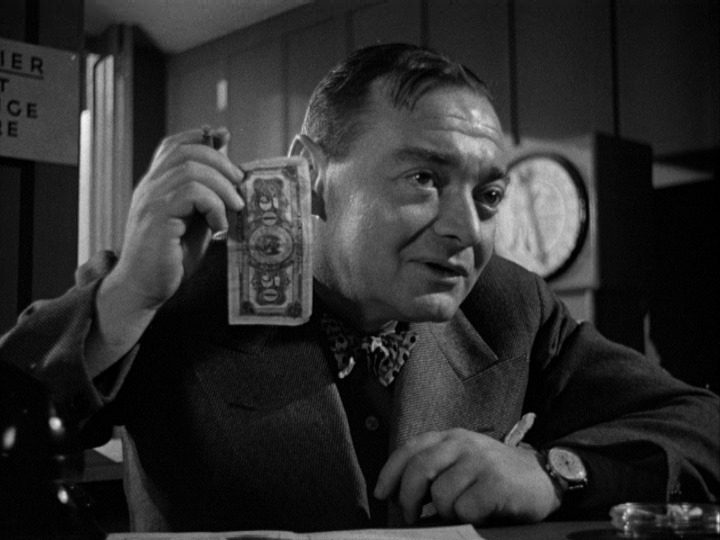
Peter Lorre faisant du chantage à Dan

Il la quitte pour aller rejoindre Vera. Celle-ci est avec Nick, qui lui réclame cinquante dollars au titre d’une ancienne dette. Sans hésiter, Dan donne un billet de cinquante dollars à Nick. Vera lui fait comprendre qu’elle sait que Dan a agressé et volé l’ivrogne, connu pour porter toujours sur lui des billets de cinquante dollars. Nick lui-même appelle Dan et le menace de le dénoncer à la police. Dan accepte alors de voler une voiture dans son garage et de la donner à Nick.
Le lendemain, découvrant le vol, le patron du garage dit à Dan qu’il sait qu’il est coupable. Dan doit, sous vingt-quatre heures, soit rendre la voiture, soit rassembler 3 000 dollars.
De plus en plus sous pression, Dan se confie à Vera, qui lui conseille d’aller la nuit suivante dévaliser Nick, qui aura cette somme dans son bureau. Il réussit ce hold-up, échappant de peu à des veilleurs de nuit, et va dans la chambre de Vera pour compter l’argent : le butin est de 3 600 dollars. Mais la propriétaire de Vera les surprend et chasse Dan. Il revient le lendemain, mais Vera a déjà dépensé la moitié de la somme, qu’elle considère comme sa part, pour acheter un vison, expliquant à Dan que son patron se contentera bien de 1 800 dollars.

N’ayant pas d’autre choix, Dan va voir son patron avec cette somme. Le patron prend l’argent, mais décroche son téléphone pour appeler la police. Paniqué, Dan étrangle son patron et s’enfuit. Il croise Helen accompagnée d’un autre mécanicien, qui l’informe que lui aussi a été menacé par leur patron : celui-ci ignorait en réalité qui était le voleur. Il revient chez Vera pour fuir avec elle : elle refuse, ne voulant pas être mouillée dans un meurtre. Lorsque des policiers viennent chez elle, elle ne se rend pas compte qu’elle dénonce de fait Dan, alors que les policiers ignorent encore le meurtre. Dan s’enfuit, mais trouve Helen dans sa voiture, qui veut l’aider et lui donner un alibi.

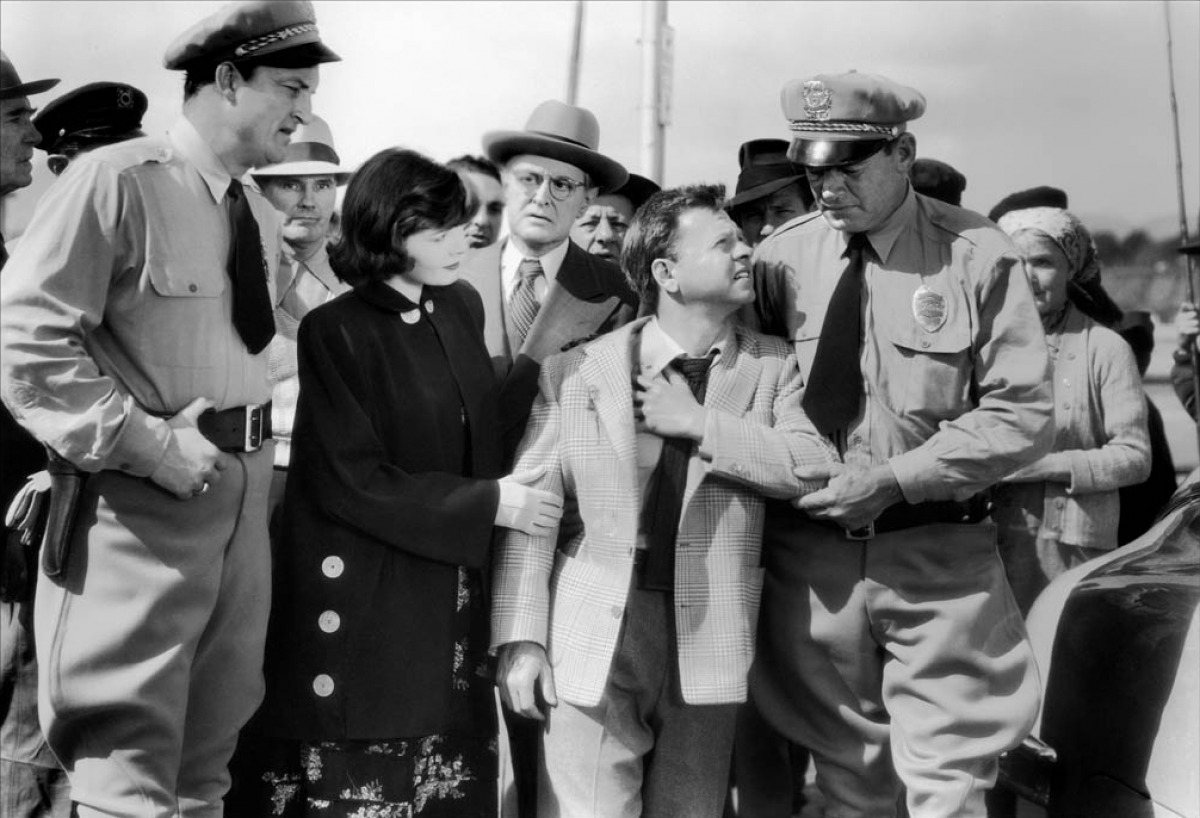
Mickey Rooney (au centre) arrêté par les policiers, en compagnie de Barbara Bates

Helen pense avoir trouvé l’occasion de renouer avec Dan, qui a besoin d'elle, et ils s’enfuient vers le Mexique, mais leur voiture tombe en panne. Dan prend en otage un conducteur pour qu’il les conduise au Mexique. Celui-ci s’avère être avocat, lui fait raconter son histoire et le conseille : son patron n’est peut-être pas mort, il ne serait pas dans ce cas coupable de meurtre, mais il ne doit pas aggraver son cas. Dan change de plan et lui demande de le conduire dans un port où il espère retrouver un ami sur son bateau. La police est déjà là, et après une course poursuite, le blesse et l’arrête ; effectivement son patron n’est pas mort, il risque seulement quelques années de prison, et plutôt une, qu’il est prêt à accepter. Helen lui promet de l’attendre.

## Fiche technique
- Titre : Sables mouvants
- Titre original : Quicksand
- Réalisation : Irving Pichel
- Scénario : Robert Smith
- Musique : Louis Gruenberg
- Directeur musical : Emil Newman
- Directeur de la photographie : Lionel Lindon
- Directeur artistique : Boris Leven
- Décors de plateau : Robert Priestley
- Montage : Walter Thompson
- Directeur de production : Lewis J. Rachmil
- Producteur : Mort Briskin
- Société de production : Samuel H. Stiefel Prod.
- Société de distribution : United Artists
- Genre : Film noir
- Format : Noir et blanc
- Durée : 79 minutes
- Lieu de tournage : Santa Monica
- Date de sortie : 
  - États-Unis : 24 mars 1950

## Distribution
- Mickey Rooney : Dan Brady
- Jeanne Cagney : Vera Novak
- Barbara Bates : Helen
- Peter Lorre : Nick Dramoshag
- Taylor Holmes : l'avocat Harvey
- Art Smith : Oren Mackey
- Wally Cassell : Chuck Davis
- Richard Lane : le lieutenant Nelson
- Patsy O'Connor : Millie
- John Gallaudet : l'inspecteur Moriarity
- Minerva Urecal : la propriétaire
- Sidney Marion : Shorty
- Jimmy Dodd : Buzz
- Lester Dorr : Baldy
- Kitty O'Neil : Mme Zaronga
- Frank Marlow : un gardien
- Alvin Hammer : un auditeur
- Ray Teal : un policier à moto
- Tom Munro : un autre policier à moto
- Red Nichols and His Five Pennies : eux-mêmes

Et, parmi les acteurs non-crédités
- Jack Elam : un homme au bar
- Irving Pichel : l'annonceur radio (voix)